# Colle Sannita
Colle Sannita – miejscowość i gmina we Włoszech, w regionie Kampania, w prowincji Benewent.
Według danych na I 2009 gminę zamieszkiwały 2732 osoby przy gęstości zaludnienia 73,9 os./1 km².